# RTV Connect
RTV Connect is de streekomroep voor de gemeenten Renkum, Arnhem, Westervoort, Duiven, Zevenaar en Doesburg. RTV Connect is ontstaan uit een fusie tussen RTV Arnhem en Favoriet FM.

## Geschiedenis
In 2017 bepaalde de politiek dat het aantal lokale omroepen moest worden teruggebracht tot een enkele overkoepelende regionale omroepen. In aanloop hiernaartoe zijn Favoriet FM en RTV Arnhem in 2021 samengevoegd tot RTV Connect. 

## Programma's
RTV Connect heeft een programmering, deze staat op de site. RTV Connect maakt reportages die ze uitzenden op hun tv-kanaal. Buiten de programma's  zenden ze muziek uit, met in beeld nieuwsberichten.

## Radio
RTV Connect maakt ook radio, met vaste programma's gemaakt door vrijwilligers. Bijvoorbeeld 'Weekend LIFE', 'Alles mag, niets moet', 'Week in week uit' en 'Connect sport'. In het programma 'Connect sport' kan men horen over verschillende voetbalwedstrijden van (amateur)voetbalverenigingen in de regio, inclusief die van Vitesse.

## Samenwerkingen
RTV Connect wisselt nieuwsartikelen en video's uit met Omroep Gelderland. Ook werkt Connect samen met indeliemers.nl, een site waar mensen evenementen en activiteiten op kunnen zetten. Een paar van de activiteiten op deze site worden dan gepromoot in een radio-uitzending.  
Daarnaast werkt Connect sinds 2024 samen met acht andere Duitse en Nederlandse regionale media in het Interreg-project Open Grensland. De journalisten van de deelnemende omroepen maken verhalen die de inwoners van het grensgebied raken. Elk kwartaal wordt afgesloten met een talkshow die vervolgens op alle kanalen te zien is. 